# Лара, Пабло
Пабло Эмилиано Лара Неварес (исп. Pablo Emiliano Lara Nevarez; род. 29 июня 2005, Тихуана, Нижняя Калифорния) — мексиканский футболист, вратарь клуба УНАМ Пумас.

## Клубная карьера
Лара — воспитанник клуба УНАМ Пумас.

## Международная карьера
В 2024 году в составе молодёжной сборной Мексики Лара выиграл домашний молодёжный Кубок КОНКАКАФ. На турнире он сыграл в матчах против команд Панамы и Кубы.

## Достижения
Международные
 Мексика (до 20)
- Победитель молодёжного чемпионата КОНКАКАФ — 2024